# Пимента кистевидная
Пиме́нта кистеви́дная, или Пимента кисти́стая, или Бай-де́рево, или Пе́рец гвозди́чный, или Лавр америка́нский (лат. Piménta racemósa) — растение; вид рода Пимента семейства Миртовые (Myrtaceae). 
Из листьев бай-дерева производится эфирное масло бея (оно же байевое масло).

## Ботаническое описание
Вечнозелёное дерево 4—12 метров в высоту с тонким стволом и беловатой корой.
Белые цветки размером примерно 1 см дают черные овальные плоды размером 7—12 мм.
Идеальные условия для Pimenta racemosa — регулярный полив и яркий солнечный свет.

## Распространение
Изначально родом из островов Карибского моря. Произрастает в Центральной Америке, Камеруне, Восточной Африке, Океании и в других жарких областях.

## Использование
Из листьев бай-дерева производится эфирное масло. Основной компонент — эвгенол. Эфирное масло бея используется для снятия депрессивных состояний, для укрепления волос, при поражениях кожи и др. заболеваниях.
Также используется в парфюмерной промышленности в качестве ароматизирующего средства, а также для приготовления «лаврового рома» (bay rum) — освежающего и стимулирующего лосьона, используемого после бритья.